# Serenatella sciuè sciuè
Serenatella sciuè sciuè è un film del 1958 diretto da Carlo Campogalliani.